# Moulin de Miroslav Stanimirović à Crljenac
Le moulin de Miroslav Stanimirović à Crljenac (en serbe cyrillique : Воденица Мирослава Станимировића у Црљенцу ; en serbe latin : Vodenica Miroslava Stanimirovića u Crljencu) est un moulin à eau situé à Crljenac, dans la municipalité de Malo Crniće et dans le district de Braničevo, en Serbie. Il est inscrit sur la liste des monuments culturels protégés de la république de Serbie (identifiant no SK 1710).

## Présentation
Le moulin a été construit à la fin du XIXe siècle. Pour son fonctionnement, il utilise l'eau de la rivière Vitovnica qui alimente un barrage grâce à une chute d'eau.
De plan rectangulaire, il mesure 15 m sur 5,2. Les fondations, construites en pierres sèches reposant sur des poutres en chêne ; les murs sont construits selon la technique des colombages avec un remplissage de planches en chêne intégrées dans des piliers et renforcées par des entretoises ; à l'extérieur, ces murs sont enduits d'un mortier de boue et blanchis. Le toit à quatre pans est recouvert de tuiles.
L'intérieur est divisé en deux parties : le moulin proprement et la pièce réservée au meunier. Le moulin proprement dit abrite trois meules.